# Apple Scruffs (brano musicale)
Apple Scruffs è un brano musicale di George Harrison apparso sul suo album All Things Must Pass del 1970.

## Il brano

### Storia e composizione
Le "Apple scruffs" erano delle ammiratrici, e, più raramente, ammiratori dei Beatles che si appostavano davanti agli Abbey Road Studios per vedere i loro idoli; mentre John Lennon, Paul McCartney e Ringo Starr non apprezzavano questa situazione, a George Harrison piacevano queste persone che semplicemente seguivano la loro passione per la musica beatlesiana. Dopo aver concluso All Things Must Pass, il chitarrista scrisse a tre di loro (Carol, Cathy e Lucy) una lettera, in cui le ringraziava per la vicinanza durante la registrazione del triplo LP, in cui, stando alle sue parole, "ci sono stati momenti positivi e negativi e si era sentito felice o triste"; e concluse che sia lui che Phil Spector le amavano.
Questa canzone fu un tributo a queste "groupies", che talvolta passavano 12 ore di notte in attesa che Harrison finisse una sessione notturna. Il testo riguarda proprio il disprezzo delle altre persone, le quali, secondo il musicista, non conoscono veramente le Apple scruffs, e delle fatiche che devono affrontare, come le cattive condizioni meteorologiche, gli sguardi beffardi della gente, ecc. L'amore di Harrison per queste fan è riportato alla fine del ritornello, in cui l'ex-beatle canta quanto le ama.

### Registrazione
Apple Scruffs fu tra le ultime canzoni di All Things Must Pass ad essere registrate; la data si colloca nelle ultime sedute, quelle delle sovraincisioni finali e del mixaggio definitivo. Il pezzo viene suonato dal solo George Harrison, ad eccezione delle percussioni, suonate da Mal Evans, assistente dei Beatles. Oltre la voce, i primi strumenti ad essere stati registrati sono stati la chitarra acustica e l'armonica; quest'ultima è stata suonata nello stile del suo amico Bob Dylan, talvolta usato anche da John Lennon. Harrison, per via dei baffi e della barba, ebbe dei problemi a suonare questo strumento, ed impiegò del tempo per imparare le tecniche dello strumento da adoperare nella canzone. In seguito, vennero raddoppiati il ritornello e la sezione strumentale che lo seguiva, passando da una durata di circa due minuti e mezzo a quella finale di 3:04, e vennero sovraincise due parti di chitarra slide ed i cori, ad opera dello stesso Harrison ma accreditati agli "George O'Hara-Smith Singers". L'aumento della durata di un brano di Harrison accadde anche a I Me Mine, pubblicata sull'album Let It Be (1970) dei Beatles, prodotto da Phil Spector, come anche All Things Must Pass. Finito il brano, il chitarrista invitò le Apple scruffs a venire ad ascoltarlo, e una di loro, Gill Pritchard, ha affermato che George disse loro che non c'era motivo per cui non potevano avere una loro canzone, dato che già avevano una loro rivista ed un loro "ufficio" (davanti all'edificio).

### Pubblicazione ed accoglienza

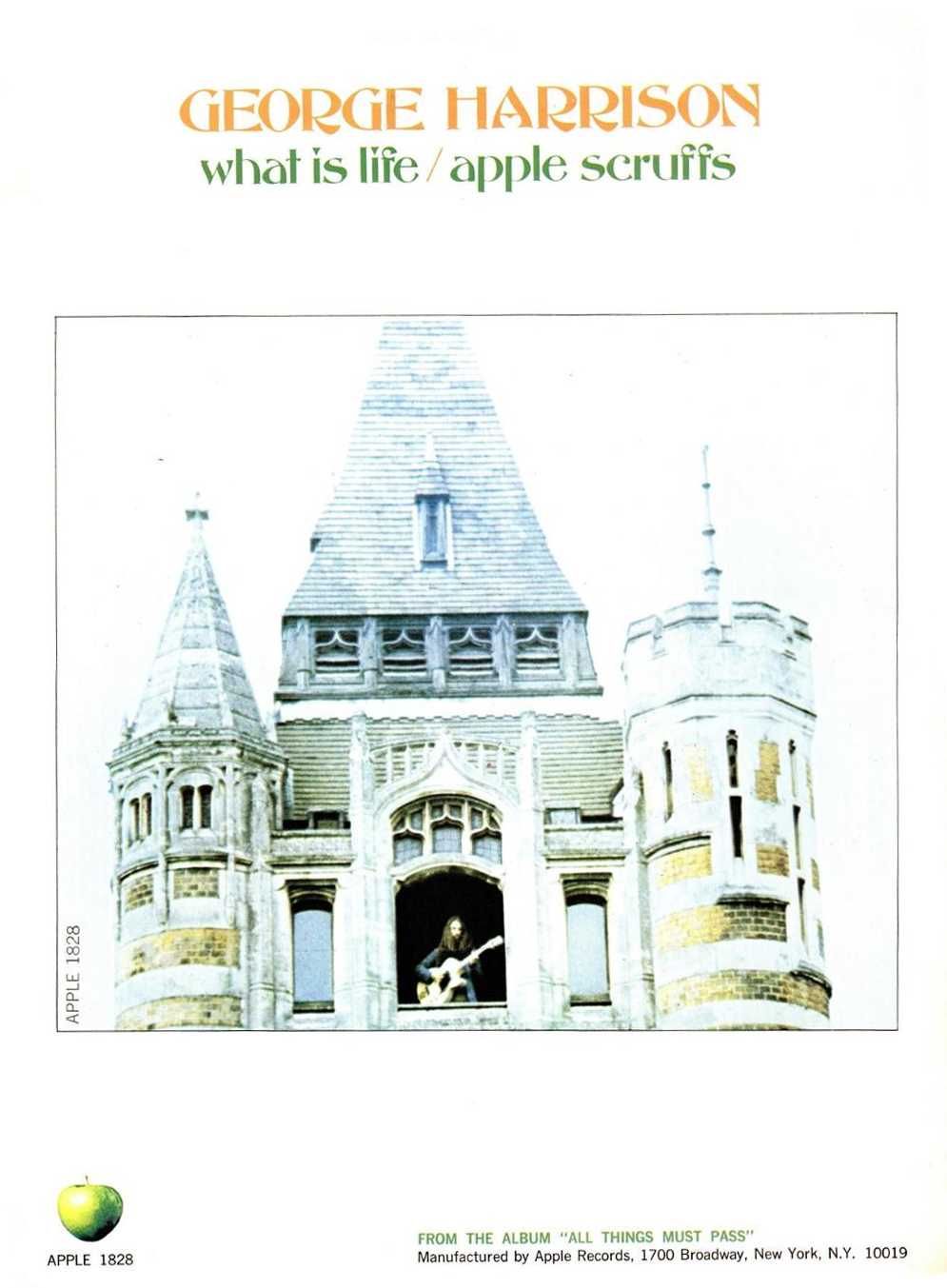
Una pubblicità, apparsa su Billboard, per promuovere il singolo What Is Life/Apple Scruffs

All Things Must Pass venne pubblicato dalla Apple Records a fine novembre 1970. In esso, Apple Scruffs è la seconda traccia del lato A del secondo dei tre dischi; è posta tra la filosofica Beware of Darkness e Ballad of Sir Frankie Crisp (Let It Roll), dedicata al precedente proprietario della villa di Harrison. Questo brano apparve anche come lato B del secondo singolo estratto dal triplo LP, What Is Life (1971), non pubblicato nel Regno Unito, dando il via ad una breve tradizione della discografia harrisoniana, quella di porre sulla seconda facciata dei suoi primi 45 giri delle canzoni acustiche, come Miss O'Dell ed I Don't Care Anymore. Per quanto b-side, Apple Scruffs ebbe molto successo: la copertina dell'SP negli States presentava ambedue i titoli con la stessa grandezza, e, sempre negli Stati Uniti, What Is Life e la sua altra facciata ebbero lo stesso numero di passaggi sulla radio; inoltre, in Australia Apple Scruffs giunse al vertice delle classifiche nel maggio 1971, segno o che i lati sono stati invertiti o che il singolo è stato pubblicato a doppio lato A.
Spesso paragonata alla musica di Bob Dylan, il critico musicale Ben Gerson della rivista Rolling Stone ha affermato che è tra i pezzi migliori del triplo LP, e che sembra che venne registrata mentre Phil Spector era andato a prendere un caffè, mentre lo scrittore beatlesiano Bruce Spizer ha dichiarato che è incastrata in un album caratterizzato dal Wall of Sound, e che rappresenta una boccata di aria fresca dalle atmosfere spectoriane.
Inoltre, Simon Leng ha affermato che i cori sono i migliori dell'album, e, sullo stesso argomento, Tom Moon ha dichiarato che il ritornello corale è esplosivo, e che viene dagli spartiti del Paradiso. La rivista Billboard affermò all'epoca che il singolo What Is Life/Apple Scruffs era formato da due brani ritmicamente affascinanti, che certamente avrebbero ripetuto il successone di My Sweet Lord. In occasione della ristampa di All Things Must Pass nel 2001, James Hunter, anch'esso critico di Rolling Stone, ha annoverato "l'effervescente" Apple Scruffs tra i brani che aiutano a definire gli anni settanta musicalmente, iniziati proprio con il triplo LP; gli altri sono What Is Life, I'd Have You Anytime, Let It Down ed Art of Dying.
Sebbene, come si è potuto vedere, la canzone è molto popolare sia nella critica che presso gli ascoltatori, non è mai stata inclusa in qualsiasi altra pubblicazione al di fuori di All Things Must Pass (1970), delle sue ristampe (1987, 2001) e del box-set The Apple Years (2014).

## Formazione
- George Harrison: voce, cori, chitarra acustica, chitarre slide, armonica a bocca
- Mal Evans: percussioni[25]